# Раждавички сборник
Раждавички сборник или Ръждавички сборник e български книжовен паметник от XII век. Наречен Раждавички поради това, че в две от най-новите приписки е споменато името на село Раждавица, Кюстендилско, като място, откъдето е взета книгата през 1842.
Ръждавичкият сборник има три пласта приписки. Първите от ръката на самия преписвач, вторите по-късно, писани с тайнопис (избледнели от времето и почти нечетливи), третите – писани курсивно, с черно мастило, като е посочена и дата „4 юлий 1842".
Сборникът се състои от 158 пергаментни листа с размери 23 х 16 см., сравнително добре запазени. Оригиналната подвързия не е запазена, липсват някои листове в началото, края и на няколко други места. Сборникът се състои от 2 части – отделни богослужебни книги: до 81 лист – Октоих, а от 81 до 158 – Параклитик. На някои места се срещат музикални знаци. Октоихът и Параклитикът са написани по едно и също време, но от двама или повече преписвачи, на много места и в двете части на сборника почеркът се променя.
В началото на Октоиха стои красиво средно полууставно писмо. Към края му започват да се проявяват по-определено скорописни тенденции. Заглавията и заглавните букви в началото и в средата на текста са писани с червено мастило. Големите заглавни букви в Октоиха са изработени с везано писмо, изпълнено с червено и черно. Октоихът е богато орнаментиран.
Параклитикът е написан с четливо едро и тържествено полууставно, клонящо към уставно писмо. Целият сборник е изписан в една колона, с черно, слабо избледняло от времето мастило. На 7 места в Раждавичкия сборник по долните полета има рисунки: три малки държащи ръце, една странна, наподобяваща кръг с вписано цвете, две обърнати една към друга глави, перо и малък стилизиран факел.
Правописът на двете части на сборника е еднакъв. Всички езикови особености, взети заедно, показват явна връзка с българските говори в Югозападна България. По тези особености на езика и правописа сборникът се доближава до Битолския триод от края на XII в. Съхранява се в Регионалния исторически музей „Академик Йордан Иванов“ – гр.Кюстендил, където е депозиран от сбирката на градското Педагогическо училище.